# CH Madrid
Der Club Hielo de Madrid ist ein spanischer Eishockeyclub aus Madrid, der von 1972 bis 1976 und von 2002 bis 2006 in der Superliga gespielt hat.  

## Geschichte
Der CH Madrid wurde 1972 gegründet und war somit eines der sechs Gründungsmitglieder der Superliga. Gleich in seiner ersten Spielzeit gelang dem Klub der größte Erfolg in der Vereinsgeschichte, als er hinter Real Sociedad Vizemeister wurde. Nach drei weiteren Spielzeiten in der höchsten spanischen Eishockeyliga stellten die Hauptstädter insgesamt 27 Jahre lang den Spielbetrieb im Seniorenbereich ein, ehe sie von 2002 bis 2006 erneut in der Superliga spielten. Zuvor wurde die Mannschaft vom CH Boadilla (1979–1990) und dem Majadahonda HC (1996–2002) im Seniorenbereich vertreten. Seit 2006 nimmt Madrid nur noch an nicht-offiziellen Turnieren und Freundschaftsspielen teil.  

## Erfolge
- Spanischer Vizemeister: 1973

## Stadion
Seine Heimspiele trägt der CH Madrid im Palacio de Hielo DREAMS in Madrid aus, der 1602 Zuschauer fasst.